# シャーロック・ホームズ シャドウ ゲーム
『シャーロック・ホームズ シャドウ ゲーム』（Sherlock Holmes: A Game of Shadows）は、2011年公開の、ガイ・リッチー監督によるアクション・ミステリ映画。アーサー・コナン・ドイルの同名のキャラクターに基づいた2009年の映画『シャーロック・ホームズ』の続編である。脚本は新たにミシェル・マローニーとキーラン・マローニーが執筆し、ロバート・ダウニー・Jr（シャーロック・ホームズ役）、ジュード・ロウ（ジョン・H・ワトスン）らが再出演する他、新キャラクターとしてジェームズ・モリアーティが登場する。

## あらすじ
ロンドンの各地で連続爆破事件が発生し、人々を恐怖に陥れていた。シャーロック・ホームズ（ロバート・ダウニー・Jr）は、ホフマンスタール医師に報酬を届けに行く途中のアイリーン・アドラー（レイチェル・マクアダムス）と接触し、彼女が怪しい男達に尾行されていることを告げる。だが、アイリーンにそれは尾行ではなく護衛だと言われる。4人の男達に取り囲まれたホームズだが、闘いを事前に頭の中でシミュレーションし実行する、いわゆる『ホームズ・ビジョン』によってあっさりと男達を倒す。
競売会場でホフマンスタール医師に報酬を渡そうとするアイリーンに追いつき、それが爆弾であることを告げる。立ち去ろうとするアイリーンを引きとめ、ホフマンスタール医師がアイリーンに渡した手紙を抜き取る。ホームズは競売会場から人々を退避させて後、爆弾を処理するが、ホフマンスタール医師はホームズを不審がり、去ってしまう。その後、ホフマンスタール医師は何者かに暗殺され、ホームズはそれに気付くが、新聞では死因は心臓発作と発表される。また、アイリーンは今回の件の責任を問われる形でモリアーティによって毒殺される。
ジョン・ワトソン医師（ジュード・ロウ）がメアリーとの結婚を前日にひかえ、久しぶりにホームズ宅を訪ねると、部屋は植物で覆いつくされ、迷彩服を着たホームズに吹き矢で打たれる。意に介さないワトソンが、元々自分が住んでいた部屋に入ると、各地で起こった事件の繋がりを示す関係図が描かれており、それは全てモリアーティ教授（ジャレッド・ハリス）が黒幕だとホームズが告げる。ふと気付くとワトソンの飼い犬のグラッドストーンが瀕死状態になっているが、ホームズがヤギの副腎から抽出したホルモンを特効薬として注射すると一瞬にして回復する。ホームズはこの特効薬を『結婚祝い』としてワトソンに渡し、結婚の前夜祭にクラブへ向かう。ホームズの兄で政府高官のマイクロフト（スティーヴン・フライ）と合流すると、マイクロフトは愚痴交じりに、フランス語を話す国とドイツ語を話す国が戦争寸前であり、スイスのライヘンバッハで和平会議が行われる、と告げる。
ワトソンの結婚前夜祭が始まるも、ホームズが誰も誘っておらず、誰も来ないことを知るとワトソンはカード賭博に興じる。ホームズはホフマンスタール医師の持っていた手紙の宛先であるマダム・シムザ（ノオミ・ラパス）というジプシーの占い師の元へ向かい、この手紙がシムザの兄レネイからであることを告げる。また、そこに暗殺者が潜んでいることに気付き、『ホームズ・ビジョン』により倒そうとするが、シムザがナイフを投げるという予期せぬ行動により失敗。クラブ内を駆け回った末にようやく暗殺者を撃退する。夜も更け、酔い潰れたワトソンを連れて自動馬車で結婚式場へと向かう。ホームズはワトソンを式場へ無事送り届け、結婚式は無事終了する。しかし式が終わった矢先、ホームズの元にモリアーティの使いであるセバスチャン・モランが現れ、大学まで来るよう告げる。ホームズは大学へ行き、モリアーティと正式に初めて会う。去り際にモリアーティは、ワトソン夫妻にも危害を及ぼすことをほのめかし、またアイリーンが死んだことを告げる。この時、ホームズは「もしあなたをこの手で破滅させられるなら、命など惜しくはない」と対決を宣言する。
ワトソンとメアリーは新婚旅行に向かっていたが、モリアーティからの結婚祝いとして刺客が送られる。ワトソンが刺客と戦っていると女装したホームズが現れ、色々な仕掛けで刺客を一掃する。ワトソンはホームズともう一度だけコンビを組むことに同意し、再びホームズとワトソンのコンビが復活する。2人はパリに向かい、シムザを探してジプシーの集落へと入る。シムザに会い、シムザの兄レネイが危険であることを伝え、手がかりを求めて『緑のうさぎ』というアナキストのアジトへ向かう。リーダーのラヴァシュに会い、レネイの情報を聞き出そうとするが知らず、代わりにモリアーティの指示で爆弾を仕掛けたことを聞き出すが、場所を聞く前にラヴァシュは自殺してしまう。ホームズらは『ドン・ジョヴァンニ』が演じられているオペラ座に爆弾があると推理し、すぐさま向かうがそこにはモリアーティが客として来ており、何も起こらない。間違いに気付いたホームズらは武器商人マインハルトの通商会議が行われているホテルを目指すが、間に合わずホテルは爆破される。ホームズらは現場検証から、マインハルトは爆破より前に射殺されていたことを突き止め、その犯人はモリアーティの右腕であるセバスチャン・モラン大佐であることを推理する。シムザ率いるジプシーの一行に道案内を受け、ドイツへの国境を超える。ジプシーの一行は脱出のサポートに回り、ホームズとワトソンでマインハルトの武器工場に潜入することになる。まずホームズはワトソンに、マイクロフトへ電報を打つよう指示する。ワトソンが戻るとそこにはホームズはおらず「都合が良ければすぐに来い、都合悪くともやる事をやれ」というホームズからのメッセージと灯台の絵がある。ホームズは敵の手に落ちており、シューベルトの『鱒』を聞かせながら、拷問を受けている。モリアーティはホームズらが電報を送ったことに感付いており、執拗に聞きだそうとする。最後にホームズは、耐え切れず電報の送り先を教えたふりをしてモリアーティから『ある物』を盗む。ちょうどその時、ワトソンが大砲で灯台を破壊し、ホームズを奪還。ジプシーの一行と共に脱出を試みるが、モラン大佐率いる追っ手に苦戦し、ジプシーの一行もシムザ、タマスを除いて全滅、またホームズも重傷を負う。走る列車に飛び乗るが、ホームズの息が止まり、もう助からないかと皆が諦めた時、ワトソンは『結婚祝い』の特効薬を思い出して、ホームズに使う。ホームズは叫びながら飛び起きて、一命を取り留め、タマスにモリアーティから盗んだ『ある物』を渡して頼み事をする。
ホームズらは和平会議が行われるスイスのライヘンバッハへと向かう。ホームズの推理では和平会議の最中に、ホフマンスタール医師の手術によって、いずれかの国の大使に成りすましたシムザの兄レネイが、他国の首相を暗殺し、世界戦争へと導くというものであった。レネイ探しはワトソンとシムザに任せて、ホームズはモリアーティをバルコニーに呼び出しチェスで対決する。ワトソンとシムザが、眼の色や振る舞いからレネイを発見し暗殺を阻止するが、モラン大佐により暗殺されてしまう。バルコニーでこのやり取りを聞いていたホームズは、モリアーティから『ある物』、モリアーティの財産の全てを記した赤い手帳を盗んだことを打ち明ける。モリアーティは怒りに震え、ここでホームズとの決着を付けることとなる。『ホームズ・ビジョン』では肩の傷が仇となり勝ち目がない。またモリアーティも同様のビジョンで勝ちを確信する。しかしホームズは、モリアーティとの正式対面で宣言した通り、自滅覚悟でモリアーティを抱え込んで滝へと落下する。ちょうどその時、ワトソンがバルコニーのドアを開き、その瞬間を見て悲嘆にくれる。
後日、ワトソンがこの『最後の事件』をタイプし終わり、席を外したところで迷彩服に身を包んでソファになりきっていたホームズが現れ、『最後の事件』の最終行、「The End」の後ろに「?」をタイプする。ホームズは死んでおらず、物語は続くのだ。

## キャスト
| 役名                           | 俳優                       | 日本語吹替 |
| ------------------------------ | -------------------------- | ---------- |
| シャーロック・ホームズ         | ロバート・ダウニー・Jr     | 藤原啓治   |
| ジョン・ワトソン               | ジュード・ロウ             | 森川智之   |
| マダム・シムザ・ヘロン         | ノオミ・ラパス             | 東條加那子 |
| ジェームズ・モリアーティ       | ジャレッド・ハリス         | 森田順平   |
| レストレード警部               | エディ・マーサン           | 後藤哲夫   |
| メアリー・モースタン・ワトソン | ケリー・ライリー           | 園崎未恵   |
| マイクロフト・ホームズ         | スティーヴン・フライ       | 銀河万丈   |
| アイリーン・アドラー           | レイチェル・マクアダムス   | 佐古真弓   |
| セバスチャン・モラン           | ポール・アンダーソン       | 横島亘     |
| クロード・ラヴァシュ           | ティエリー・ヌーヴィック   | 相沢まさき |
| ハドスン夫人                   | ジェラルディン・ジェームズ | 野村須磨子 |
| クラーキー巡査                 | ウィリアム・ヒューストン   | 西田紘二   |
| ホフマンスタール医師           | ヴォルフ・カーラー         | 池田ヒトシ |
| カラザース                     | ジャック・ラスキー         | 菊本平     |
| タマス                         | アフィフ・ベン・バドラ     | 佳月大人   |
| レネイ                         | ローレンス・ポッサ         | 吉田真澄   |
| 女1                            |                            | 米丸歩     |
| クラブ女性4                    |                            | 村中知     |
| カメオ出演                     |                            |            |
| ジョージ                       | ダニー・セルドン           | 逢笠恵祐   |

## 製作
前作『シャーロック・ホームズ』の成功を受け、早速ワーナー・ブラザースは続編製作を告知し、本作のためにガイ・リッチーは監督予定だった『ロボ』、ロバート・ダウニー・Jrは出演予定だった『カウボーイ & エイリアン』をそれぞれ降板した。レイチェル・マクアダムスは出演するかどうか不明瞭であり、「もし私が出るとしても、そんなに重要な役割ではない。」と彼女は語った。2011年2月4日、ワーナー・ブラザースは『エンターテインメント・ウィークリー』にてマクアダムスの出演を明かした。
本作はコナン・ドイルの『最後の事件』を下敷きにしている。前作から1年後の物語で、前作の知識を必要としない独立した作品であるとされている。
2010年10月、南西ロンドンのリッチモンド公園でロバート・ダウニー・Jrとジュード・ロウによる格闘シーンのリハーサルが目撃された。巨大なブルーバックが2010年10月にディドコット鉄道センターに建設され、そしてそこで大規模なアクションシーンが11月半ばに撮影された。11月の下旬、ビクトリア橋でセヴァーン渓谷鉄道のシーンが撮影された。また2011年1月、ハンプトン・コート宮殿のシーンが撮影された。
2011年2月初め、主要撮影は2日の間、フランスのストラスブールへ移った。撮影はストラスブール大聖堂内やその周辺で行われた。このシーンは映画の冒頭であると言われている。

## サウンドトラック
サウンドトラックはハンス・ジマーが作曲、製作した。2011年12月13日に発売された。
| #   | タイトル                                                                              | 作詞 | 作曲・編曲 | アーティスト         | 時間 |
| --- | ------------------------------------------------------------------------------------- | ---- | ---------- | -------------------- | ---- |
| 1.  | 「超人的な観察力 (I See Everything)」                                                 |      |            | ハンス・ジマー       | 0:39 |
| 2.  | 「私の呪いだよ（シャドウ ゲーム組曲 パート1） (That Is My Curse (Shadows – Part 1))」 |      |            | ハンス・ジマー       | 1:51 |
| 3.  | 「刻まれし時（シャドウ ゲーム組曲 パート2） (Tick Tock (Shadows – Part 2))」          |      |            | ハンス・ジマー       | 8:12 |
| 4.  | 「運命のチェス（シャドウ ゲーム組曲 パート3） (Chess (Shadows – Part 3))」            |      |            | ハンス・ジマー       | 7:34 |
| 5.  | 「目立ちすぎると、逆に目立たない (It’s So Overt It’s Covert)」                        |      |            | ハンス・ジマー       | 3:19 |
| 6.  | 「ロマニアン・ウィンド (Romanian Wind)」                                              |      |            | ハンス・ジマー       | 1:56 |
| 7.  | 「完璧なタイミング (Did You Kill My Wife?)」                                          |      |            | ハンス・ジマー       | 2:42 |
| 8.  | 「自分勝手な男だな (He’s All Me Me Me)」                                              |      |            | ハンス・ジマー       | 1:56 |
| 9.  | 「マイクロフト・ホームズ (The Mycroft Suite)」                                        |      |            | ハンス・ジマー       | 1:41 |
| 10. | 「オペラ座へ (To The Opera!)」                                                        |      |            | レナート・ジローラミ | 4:03 |
| 11. | 「『真昼の死闘』のテーマ (Two Mules For Sister Sara)」                                |      |            | エンニオ・モリコーネ | 2:34 |
| 12. | 「鱒（ます） (Die Forelle)」                                                          |      |            | ジュリアス・ドレイク | 3:22 |
| 13. | 「リトル・ハンセル (Zu Viele Füchse Für Euch Hänsel)」                                |      |            | ハンス・ジマー       | 1:47 |
| 14. | 「赤い手帳 (The Red Book)」                                                           |      |            | ハンス・ジマー       | 4:00 |
| 15. | 「道徳的概念の破綻 (Moral Insanity)」                                                 |      |            | ハンス・ジマー       | 1:31 |
| 16. | 「ホームズ死す (Memories Of Sherlock)」                                               |      |            | ハンス・ジマー       | 2:11 |
| 17. | 「ジ・エンド? (The End?)」                                                            |      |            | ハンス・ジマー       | 2:26 |
| 18. | 「ロマの休日 (Romani Holiday (Antonius Remix))」                                      |      |            | ハンス・ジマー       | 5:38 |
| 19. | 「Shush Club No. 3 (Bonus Track)」                                                    |      |            | ハンス・ジマー       | 4:31 |
| 20. | 「Beautiful Eyes (Bonus Track)」                                                      |      |            | ハンス・ジマー       | 2:13 |
| 21. | 「Just Follow My Lead (The Waltz) (Bonus Track)」                                     |      |            | ハンス・ジマー       | 4:44 |

## 公開
アメリカ合衆国およびイギリスでは2011年12月16日に公開された。

### 批評家の反応
Rotten Tomatoesでは203件のレビュー中60%が本作を支持し、平均点は6.1/10となった。

## ソフト化
日本ではワーナー・ブラザース ホームエンターテイメントよりBlu-ray / DVDが発売。
- 【初回限定生産】シャーロック・ホームズ シャドウ ゲーム ブルーレイ&DVDセット（2枚組、2012年7月4日発売）
- 【初回限定生産】シャーロック・ホームズ 1&2 ブルーレイ・ツインパック（Blu-ray2枚組、2012年7月4日発売）
- シャーロック・ホームズ シャドウ ゲーム ブルーレイ（1枚組、2013年2月6日発売）
- シャーロック・ホームズ シャドウ ゲーム DVD（1枚組、2013年2月6日発売）
- 【初回限定生産】シャーロック・ホームズ スペシャル・バリューパック（Blu-ray2枚組、2013年8月7日発売）

## テレビ放映
日本国内では地上波において2014年11月14日に日本テレビ系列の金曜ロードSHOW!に於いて初放送。その際に放送時間の制約とCM放映の関係から甚だしいカットが行われたほか、探偵映画にあるまじき先の展開や黒幕を常時テロップ表示するという手法を採用したため、苦情が殺到、翌週以降この形態での放映は行われていない。